# Villa Rentsch-Röder

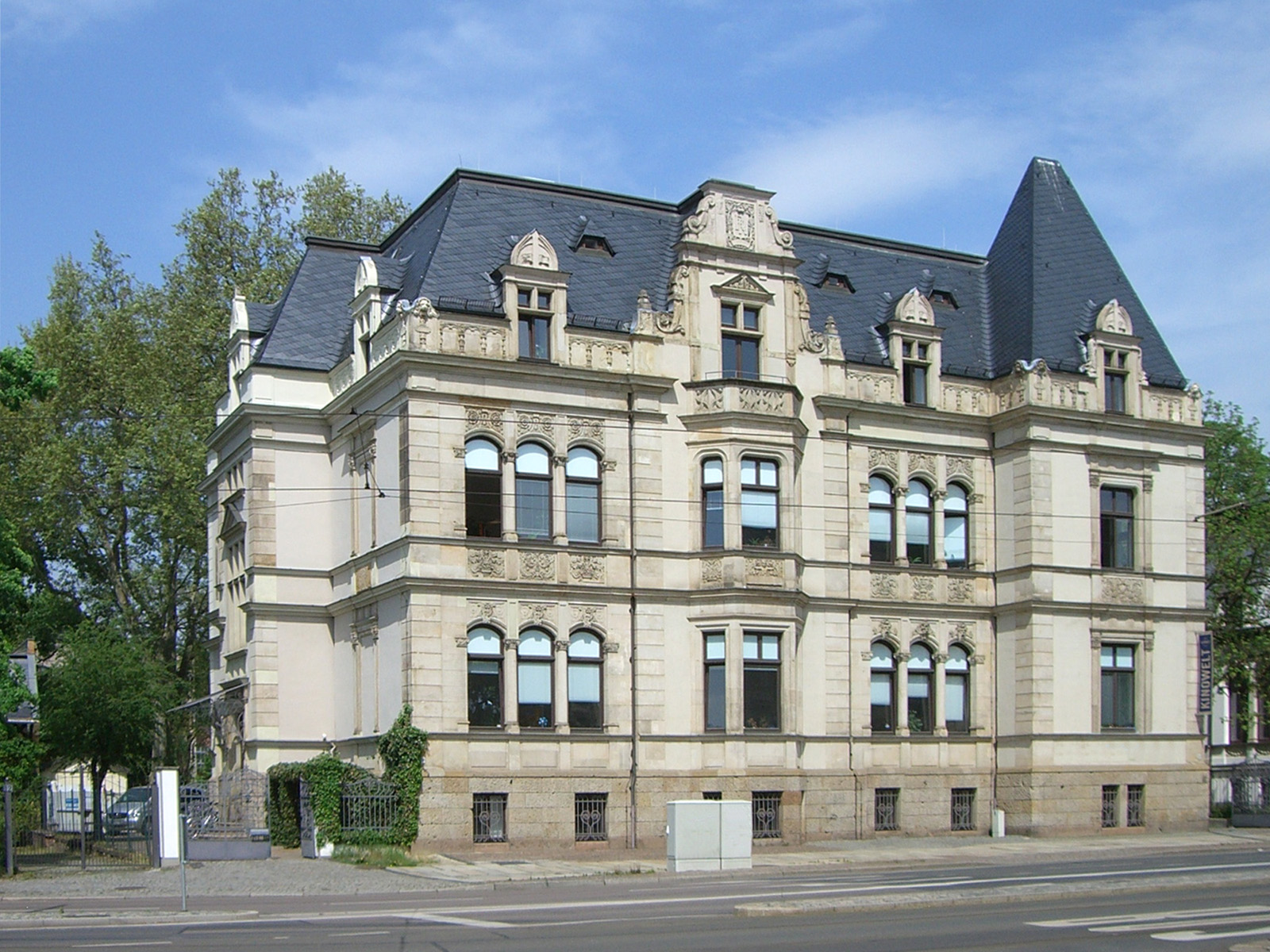
Villa Rentsch-Röder (2009)

Die Villa Rentsch-Röder ist ein ehemaliges großbürgerliches Wohnhaus im Leipziger Musikviertel, Karl-Tauchnitz-Straße 10.
Das Haus wurde 1896–1898 für Jenny Rentsch geb. Röder, die im Leipziger Adressbuch für 1901 als Privatiere J. L. Rentsch-Röder bezeichnet wurde, nach einem Entwurf des Architekten Peter Dybwad erbaut und enthielt pro Vollgeschoss eine abgeschlossene Wohnung – das Hochparterre bewohnte die Eigentümerin.
Die Fassaden waren im Stil der Neorenaissance gehalten und zwischen den Sandstein-Gliederungen verputzt; die Architektur folgte Vorbildern aus der französischen Renaissance. Die Etagenwohnungen waren durch zwei getrennte Eingänge an den Schmalseiten erschlossen, in den Adressbüchern ist das Haus wohl deshalb unter zwei Hausnummern verzeichnet (10 und 10b). Die Nebenräume für beide Wohnungen lagen im Souterrain und waren über eine separate Dienstbotentreppe angebunden.
Die Leipziger Adressbücher für 1903 und 1907 geben als Eigentümer der Immobilie J. L. Rentsch-Röders Erben an. Zu dieser Erbengemeinschaft gehörte wahrscheinlich auch Else Herfurth geb. Rentsch (1874–1958), die Ehefrau des Zeitungsverlegers Paul Herfurth, die in späteren Adressbüchern als alleinige Eigentümerin verzeichnet ist. Die Familie Herfurth wurde nach dem Zweiten Weltkrieg enteignet. Von 1961 bis 1993 war das Haus Sitz der Bezirksstelle für Lungenkrankheiten, danach wurde es saniert und als Bürogebäude genutzt.